# Anno II.

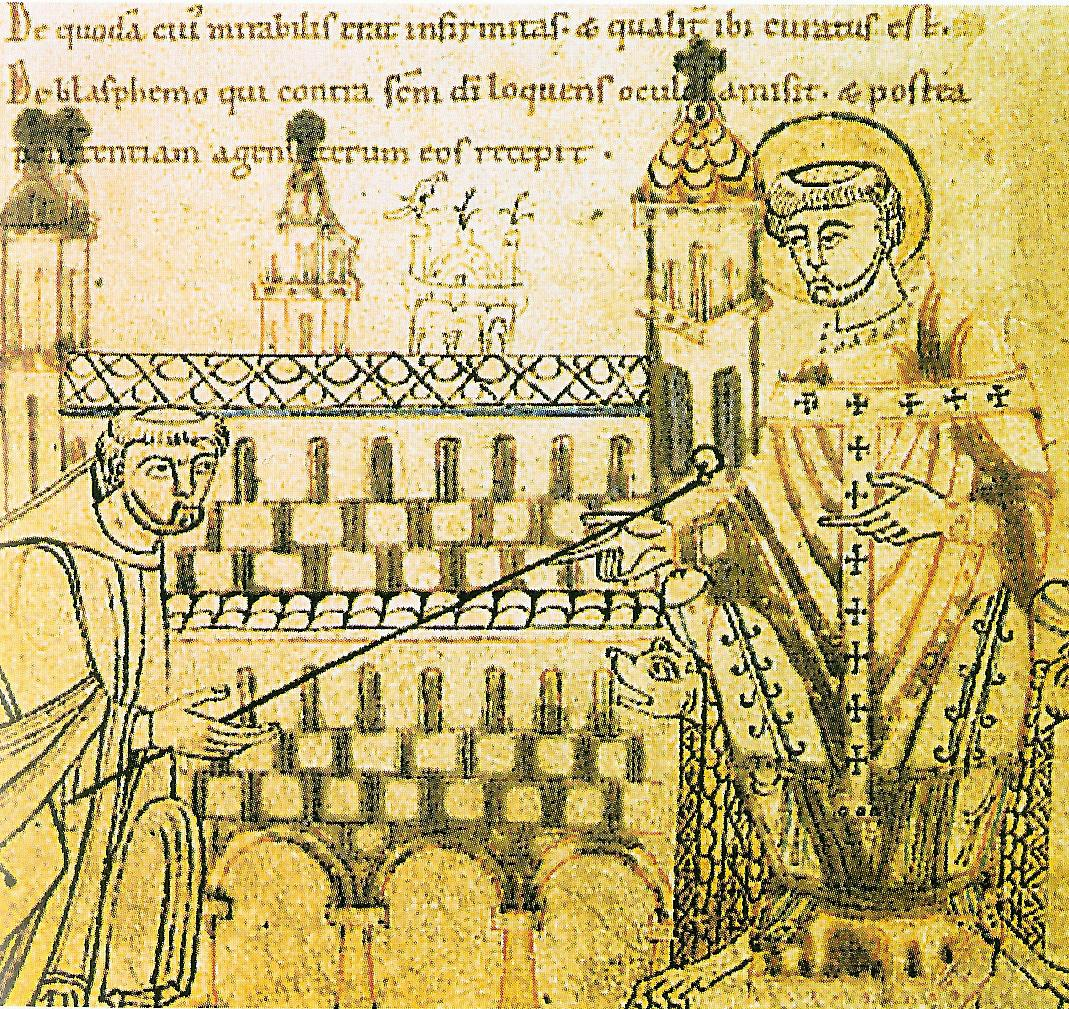
Anno II. (rechts im Bild) setzt den Siegburger Abt Erpho (links im Bild) ein. Pergamenthandschrift aus dem 12. Jahrhundert

Anno II. von Köln (auch Hanno von Köln, Hanno II. etc.; * um 1010 in Altsteußlingen bei Ehingen; † 4. Dezember 1075 in Köln) war Erzbischof von Köln von 1056 bis 1075, Erzkanzler für Italien und Kanzler der römischen Kirche sowie in der Zeit von 1062 bis 1065 Regent des römisch-deutschen Reiches. Er ist ein Heiliger der katholischen Kirche.

## Leben und Wirken

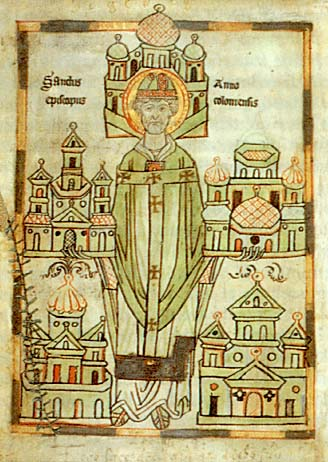
Die Vita Annonis Minor des Kölner Erzbischofs Anno wurde unter Abt Gebhard I. (1173–1185?) im Zuge der Vorbereitungen zur Heiligsprechung Annos verfasst. Die Miniatur auf dem Vorsatzblatt (fol. 1v) zeigt den stehenden Heiligen „Sanctus Anno episcopus Coloniensis“ im bischöflichen Ornat mit Casula und Pallium, umgeben von seinen Kirchengründungen: in den Händen die Stiftskirchen St. Maria ad Gradus (1057) und St. Georg (1067) zu Köln, zu den Füßen die Benediktinerabteien Saalfeld in Thüringen (1063) und Grafschaft im Sauerland (1073), zu Häupten die Benediktinerabtei Siegburg (1064).

Anno entstammte dem schwäbischen Adelsgeschlecht der Edelfreien von Steusslingen. Aus diesem stammten auch der Erzbischof Werner von Magdeburg, Annos Bruder, und der Bischof Burchard II. von Halberstadt, sein Neffe.
Nach kurzer Ritterausbildung schlug Anno auf Empfehlung eines Verwandten, der Kanoniker in Bamberg war, die kirchliche Laufbahn ein. So besuchte er die Domschule am Bamberger Dom und die Domschule in Paderborn. Er kehrte als Scholastiker nach Bamberg zurück und unterrichtete dann selbst an der Domschule. Da der Dom St. Georg als einen der Patrozinien hat, ist spätestens dort seine lebenslange Verehrung dieses Heiligen anzunehmen. Heinrich III. berief ihn nach 1046 als Kaplan an den kaiserlichen Hof und erhob ihn um 1054 zum Dompropst von Goslar und 1056 zum Erzbischof von Köln als Nachfolger des Erzbischofs Hermann.
Er wurde als eine Persönlichkeit beschrieben, die asketisch lebte, ehrwürdigen Auftretens und ehrgeizigen, bisweilen skrupellosen Charakters sein konnte. Als Erzbischof von Köln war Anno Reformbestrebungen gegenüber offen, aber stets und zuvorderst darauf bedacht, die Besitztümer der Kölner Diözese zu mehren.
In Köln scheiterte dann zwar sein Bestreben, das lukrativ erscheinende Kloster Malmedy an die Diözese zu ziehen (da die Gründungsstatuten des Klosters die Einheit mit dem Mutterkloster Stablo verlangten). Nach der Rückgabe des als Geschenk vom Kaiser empfangenen Klosters 1071 gelang es dem Erzbischof aber, die Angriffe der lothringischen Pfalzgrafen abzuwehren und so seine Stellung am Hofe zu stärken. Mit dem Kloster Siegburg (bei Siegburg), das nach dem Vorbild des italienischen Reformklosters Fruttuaria reformiert wurde, vermochte er aber auch die eher kaisertreu und papstfeindlich ausgerichtete rheinische Reformbewegung zu stützen. Vorangetrieben von Anno und seinen Nachfolgern, verbreitete sich die Siegburger Reform über das Erzbistum Köln und weitere Gebiete.
Nach dem Tod Kaiser Heinrichs III. 1056 übernahm Kaiserin Agnes die Regentschaft für den sechsjährigen Heinrich IV. Zuerst noch mit Papst Viktor II. als väterlichem Berater an ihrer Seite, geriet sie bald in Konflikt mit einigen Fürsten des Reichs. Der Groll gegen Agnes machte sich sowohl an der Vergabe von Lehen als auch und vor allem an der Wahl Bischofs Heinrich von Augsburg zum neuen Berater fest. Agnes geriet nun zunehmend in die Kritik der deutschen Fürsten, zu deren Anführer sich Anno aufschwang. Im Schutz dieser Gruppe, zu der etwa auch Erzbischof Siegfried I. von Mainz, Graf Ekbert von Meißen, Herzog Otto von Northeim zählten, plante Anno den sogenannten Staatsstreich von Kaiserswerth, mit dem er den jungen Heinrich IV. im April 1062 in seine Hand brachte.
Dazu ließ er ein Schiff prachtvoll ausstatten und lockte den unerfahrenen Heinrich, der sich mit seiner Mutter auf einer Reise nach Nimwegen befand, auf der Höhe der heute zu Düsseldorf gehörenden Kaiserpfalz Kaiserswerth zu einer Besichtigung. Das mit gedungenen Ruderern besetzte Boot legte mit Betreten Heinrichs sofort ab. Der junge Heinrich versuchte zwar noch, sich in den Rhein zu flüchten, wurde aber vom Grafen Ekbert von Meißen wieder an Bord gebracht.
Trotz anfänglichen Widerstrebens der aufgebrachten Kölner Bevölkerung gelang es Anno, nachdem er auch die Reichskleinodien der Kaiserin an sich gebracht hatte, sich von 1062 bis 1065 zum Regenten des Deutschen Reiches zu machen. Obwohl ihm Erzbischof Adalbert von Bremen zur Seite gestellt war, ließ sich Annos Machtposition nun kaum noch beschränken. So leitete Anno als Reichserzkanzler für das Königreich Italien die Synode von Mantua, die 1064 Alexander II. als Papst bestätigte und damit einen Streit beendete, der seit 1061 schwelte: Schon 1061 hatte das Kardinalskollegium Anselm von Lucca zu Papst Alexander II. gewählt, damit aber ein erst 1059 verabschiedetes Dekret zur Mitwirkung des Kaisers verletzt. Eine von Kaiserin Agnes nach Basel berufene Versammlung geistlicher und weltlicher Würdenträger wählte daraufhin am 28. Oktober 1061 Cadalus von Parma als (Gegen-)Papst Honorius II. Nachdem dann die einander bekämpfenden Päpste von Herzog Gottfried von Lothringen in ihre Bistümer verwiesen worden waren, um eine kaiserliche Entscheidung abzuwarten, konnte Anno auf der deutsch-italienischen Synode in Augsburg im Oktober 1062 durchsetzen, dass sein Neffe Burchard von Halberstadt mit der Fahrt nach Rom beauftragt wurde, den Fall zu begutachten. Dies Gutachten fiel zugunsten Alexanders II. aus, was dazu führte, dass er dann in Mantua endgültig anerkannt wurde.
Mit diesen Handlungsvollmachten dürfte sich Anno auf dem Zenit seiner Machtentfaltung befunden haben. Schon 1063 zwangen ihm andere Fürsten den Erzbischof Adalbert von Bremen als Miterzieher des minderjährigen Kaisers auf. Ab 1068 fanden sich dann die ersten Dissonanzen zwischen dem Kölner und dem Papst. Annos Einfluss am Hof muss jedoch noch mindestens bis 1072 angenommen werden. Er trat dann noch einmal als Vermittler im sächsischen Aufstand auf, mittlerweile jedoch wahrscheinlich ohne politische Ambitionen.
1066 setzte er seinen Neffen Kuno I. von Pfullingen als Erzbischof von Trier ein. Als Anno für seinen Freund Friedrich I., den Bischof von Münster, im Jahr 1074 eine Heimfahrtgelegenheit organisieren wollte und zu dem Zweck im Kölner Hafen ein Schiff eines Kaufmanns beschlagnahmen ließ, widersetzte sich der Kaufmann dieser Maßnahme. Schnell war die ganze Stadt aufgebracht, und man wollte gegen den ungeliebten Machthaber vorgehen.
Anno zog sich mit seinen Getreuen zurück und verschanzte sich im Dom. Die Menge tobte, ein sich versteckender Kleriker wurde vom Pöbel getötet, weil man ihn für Anno hielt. Unterdessen gelang es Anno zusammen mit einigen Begleitern durch eine sogenannte „Katzenpforte“ (im Volksmund heute „Annoloch“ genannt) in der Kölner Stadtmauer unentdeckt aus der Stadt zu fliehen und sich so vor der mordlustigen Bevölkerung in Sicherheit zu bringen.
In den folgenden Tagen scharte Anno bewaffnete Gefolgsleute um sich und kehrte vier Tage später nach Köln zurück, um die Stadt zu belagern. Angesichts der Waffenkraft der Belagerer ergaben sich die Aufständischen jedoch rasch, öffneten die Stadttore und ließen den Erzbischof ein. Anno forderte die Aufständischen auf, zu ihren Taten zu stehen und Buße zu tun, um Vergebung zu erlangen. Er verurteilte auch die Rädelsführer des Aufstandes und verhängte teilweise drakonische Strafen (zum Beispiel Blendung). Etwa 600 Kaufleute verließen die Stadt. Nach einem Bericht von Lampert von Hersfeld war die Stadt fast völlig verödet und schauriges Schweigen herrschte auf den leeren Straßen. Über diejenigen, die sich der Buße entzogen und flohen, sprach er den Kirchenbann aus. In der Folge kam es auch zu Selbstjustiz durch Annos Truppen, die renitente Aufständische verfolgten.
Der Ursprung des Aufstandes lag wohl in einem wachsenden Selbstbewusstsein der Stadtbevölkerung sowie in der generellen Unzufriedenheit mit dem strengen Erzbischof. Diese Unzufriedenheit hatte verschiedene Ursachen: Zum Beispiel hohe Steuern, Annos rücksichtslose Reichspolitik (Entführung des Kaisers, Streit um das Kloster Malmedy usw.). Zu Ostern 1075 hob Anno im Angesicht seines Todes den Bannspruch auf und vergab den Sündern.

## Tod und Verehrung

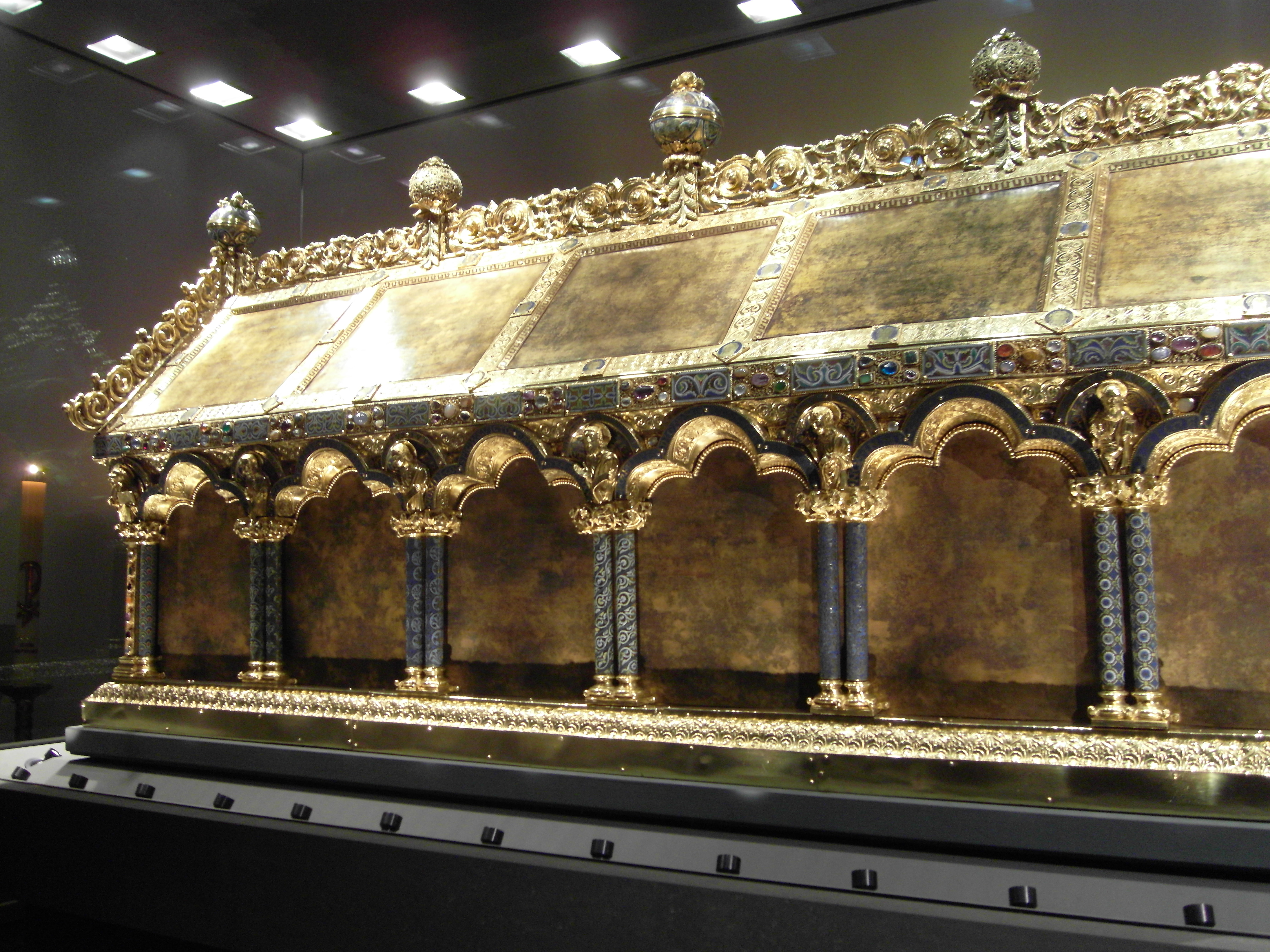
Annoschrein in der Abteikirche Michaelsberg

Anno starb am 4. Dezember 1075 in Köln. Sein Leichnam wurde in mehreren Kölner Kirchen aufgebahrt, nach sieben Tagen in die Siegburger Abteikirche überführt und dort beigesetzt. Nachfolger von Anno II. wurde 1076 Hildolf, ein Vertrauter Heinrichs IV. Abt Reginhard von Siegburg erreichte bereits auf einer wahrscheinlich 1078 durchgeführten Diözesansynode von Erzbischof Hildolf die vorläufige Kanonisation Annos. Zwischen 1077 und 1081 verfasste vermutlich ein Siegburger Mönch das sogenannte Annolied zu Ehren des Erzbischofs, das neben anderen, zum Teil von Reginhard selbst verfassten Viten die Heiligkeit Erzbischof Annos propagierte. Am 29. April 1183 wurde Anno ohne Wissen Papst Lucius’ III. von den Legaten Johannes von Anagni und Petrus von Luni auf Bitten des Siegburger Abtes Gerhard (1174–1184/85) in der Abteikirche heiliggesprochen. Beim Hineinlegen des Leichnams in den eigens für die Gebeinerhebung angefertigten Annoschrein im Rahmen der Reliquientranslation wurden Annos Überreste mit einem byzantinischen Seidentuch, Siegburger Löwenstoff genannt, umhüllt und sein Kopf mit einem weiteren orientalischen Stoff bedeckt. Drei Jahre später wiederholte Erzbischof Philipp von Köln im Namen von Papst Urban III. die Heiligsprechung. Anno, der fortan als Patron gegen die Gicht wirken soll, hat seinen Gedenktag am 4. Dezember, speziell in Deutschland aber am 5. Dezember 1391 übergab das Kloster Siegburg einige Reliquien des heiligen Anno an das Kloster Grafschaft im Sauerland, eine seiner Stiftungen.
Dem heiligen Anno werden zahlreiche Wunder zugeschrieben. Unter anderem soll vom Staub an seinem Grab eine heilende Kraft ausgehen, wie es Berichte früherer Zeiten beschreiben. So soll zum Beispiel in Winningen um das Jahr 1200 ein Mann regungslos am Boden gelegen haben, die Zähne fest zusammengepresst, offensichtlich dem Tod nahe. Helfen konnte jedoch der Pfarrer, der ein Jahr vorher nach Siegburg gepilgert war. Er hatte Reliquien des Heiligen und Staub von seinem Grab mitgebracht, die er in der Kirche aufbewahrte. In einen Kelch mit Wasser rührte er einige Staubpartikel ein. Mit Kraft drückte der Pfarrer die Zähne des Kranken auseinander und flößte ihm von dem Wasser ein, worauf der Mann „unter dem Anblick aller“ unverzüglich gesund geworden sei. Gemäß einer anderen Überlieferung zufolge soll der Leichnam eines auf dem Weg von Siegburg zum Kloster Seligenthal ermordeten Knaben auf dem Transport nach Troisdorf einen Arm aus dem Sarg nach Siegburg ausgestreckt haben, wo er dann neben Anno beigesetzt worden sei. Diese Geschichten sind zwei von vielen über Wunderheilungen in Verbindung mit dem heiligen Anno.

## Wirkungsgeschichte

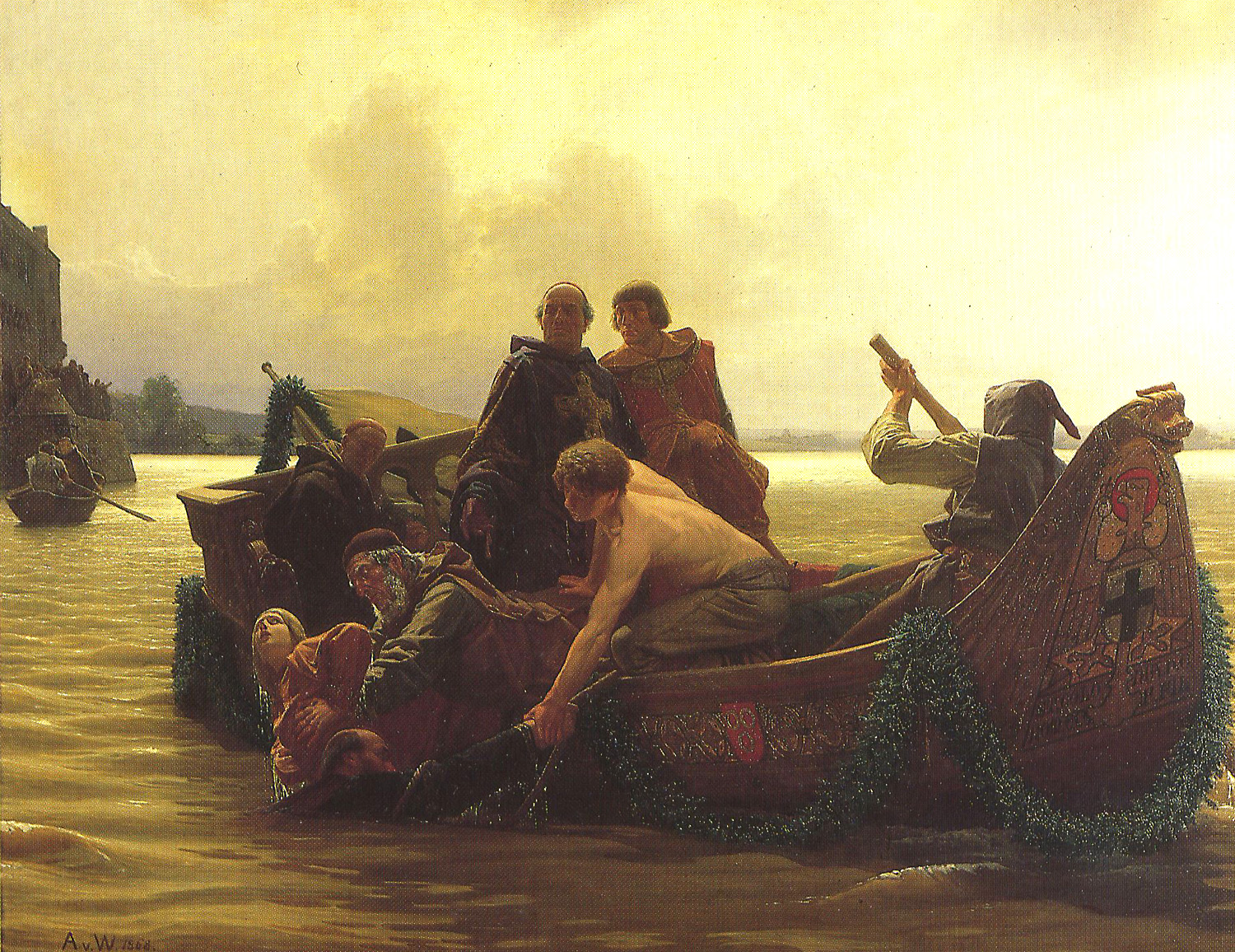
Die Entführung Heinrichs IV. durch Erzbischof Anno von Köln in Kaiserswerth 1062, Historiengemälde von Anton von Werner, 1868

In der Geschichtsschreibung des 19. Jahrhunderts wurde Annos Wirken vor allem mit Blick auf die für das Reich verhängnisvollen Folgen beurteilt: Durch die Entführung Heinrichs IV. schwächte er die Stellung des Königtums und nutzte dessen verbliebene Autorität zu seinen Zwecken. Durch die Anerkennung Alexanders II. stärkte er das Papsttum, was unter Gregor VII. den Investiturstreit auslöste.
Neuerdings erfreut sich die Figur des Kölner Erzbischofs einiger Beliebtheit innerhalb des Genres der historischen Romane. Jörg Kastners Romane Anno 1074. Der Aufstand gegen den Kölner Erzbischof (1998) und Anno 1076. Die Schatten von Köln (2002) thematisieren den Aufstand der Kölner Bürger gegen den mächtigen Erzbischof, dem Kastner eine Lepraerkrankung andichtet. Auch in Eva Steins’ Kriminalgeschichte Der Ring des Anno (2004), einem Lokalkrimi für Kinder, taucht die Gestalt des Klerikers als Nebenfigur auf.
1979 veröffentlichten die Bläck Fööss mit Feschers Köbes ein Lied über den Bürgeraufstand gegen Anno. Im Rahmen der Neukonzeption des Skulpturenprogramms des Kölner Rathausturms in den 1980er Jahren wurde Anno II. durch eine Figur von Werner Franzen im vierten Obergeschoss auf der Südseite des Turms verewigt.
In der romanischen Kirche St. Clemens (Drolshagen) wurde Anno anlässlich der Renovierung 2016 auf einem Fresko in der rechten Seitenapsis von Clemens Hillebrand in Seccomalerei dargestellt. Es zeigt ihn bei der Grundsteinlegung der genannten Kirche; im Hintergrund sind symbolisch die zahlreichen anderen Kirchengründungen des Bischofs zu erkennen.